# Magic (Gillan)
Magic è il sesto e ultimo album in studio del gruppo musicale britannico Gillan, pubblicato nel 1982.

## Tracce
Tutte le tracce sono state scritte da Ian Gillan e Colin Towns, eccetto dove indicato.

Side 1
1. What's The Matter (Gillan, John McCoy, Janick Gers)
2. Bluesy Blue Sea (Gillan, Gers)
3. Caught in a Trap
4. Long Gone
5. Driving Me Wild

Side 2
1. Demon Driver
2. Living A Lie
3. You're So Right (Gillan, McCoy)
4. Living for the City (Stevie Wonder)
5. Demon Driver (reprise)

## Formazione
- Ian Gillan – voce, armonica
- Janick Gers – chitarra
- Colin Towns – tastiera
- John McCoy – basso
- Mick Underwood – batteria